# Thai masszázs
A thai masszázs (nuat thai (นวดไทย, [nûa̯t tʰāj])) egy hagyományos ázsiai gyógyító eljárás, ami ötvözi az akupresszúrát, az indiai Ájurvéda elveit és bizonyos jógapozitúrákat. Alapjait az úgynevezett energia vonalak (Shen-lines) adják, melyek gyakorlatilag megegyeznek a jogában elfogadott nadikkal. A Thai Egészségügyi Minisztérium a thai masszázst a tradicionális alternatív gyógymódok között tartja nyilván. 2016-ban Thaiföldön 913 tradicionális orvosi klinika volt bejegyezve és 4228 fürdő és masszázsszalon rendelkezett hivatalos működési engedéllyel.
Az UNESCO 2019 decemberében vette fel a tradicionális thai masszázst a Szellemi kulturális örökség reprezentatív listájára.

## Története

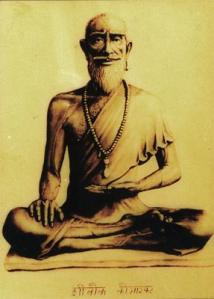
Dzsíbaka Kumár Baccsa

A thai masszázs gyakorlata a thai paraszti kultúrában gyökerezik. Vidéken a szülők rendszeresen megkérték gyermekeiket, hogy mezítláb a hátukat taposva oldják a görcsöket és csökkentsék a fájdalmat. (Ez a gyakorlat ismert Magyarországon is, a Dél-Dunántúlon még az 1950-es években is élt.) Minden falunak volt gyógyító masszőrje, férfiak is és nők is, akihez a mezőgazdasági munkák után segítségért fordulhatott a lakosság az izomfájdalmak, rándulások, sérülések gyógyítására. Az évszázadok során ezek a gyakorlati ismeretek formális tudássá váltak. Ahogy a thai társadalom fokozatosan változáson ment keresztül és kialakultak a városok, a thai masszázs városi foglalkozássá vált és szükséges lett annak szabályozása. Kialakult az oktatásának módszere, létrejöttek a szabványai. A második világháborút követően felgyorsultak az események a megfelelő oktatás, és a megfelelő tréningek iránti igények egyre nőttek. Egyre több állami és privát szervezet hirdetett tanfolyamokat, tréningeket. Ezért 2016-ban a Thai Egészségügyi Minisztérium szigorú szabályzást, akkreditációs eljárást vezetett be minőség-ellenőrzési rendszerrel, kötelező tananyaggal.
A hagyomány szerint a thai masszázs és thai orvoslás megalkotója Buddha orvosa, az időszámításunk előtti 5. században élt buddhista gyógyító Dzsíbaka Kumár Bhaccsa (ชีวกโกมารภัจจ์) volt, aki rendkívüli orvosi ismeretekkel és a gyógyító növények széles körű ismeretével rendelkezett. Azonban a thai orvoslás (tradicionális thai orvoslás) sokkal összetettebb annál, hogy egyetlen ember alkothatta volna meg. Minden jelentős ázsiai kultúrkör (indiai, kínai és délkelet-ázsiai) hatása megfigyelhető benne. Ezeknek az ázsiai orvoslási rendszereknek és a népi hagyományoknak a szintéziseként jött létre a 19. században, de még napjainkban is eltérő változatai vannak Thaiföld különböző tartományaiban.
A sziámi királyi udvar évszázadokon át fontos szerepet játszott a thai masszázs megőrzésében. A királyi család tagjainak és az udvari arisztokráciának az ápolására külön királyi masszőr részleget tartottak fenn. Az udvari masszőrök és masszőrnők generációkon át gondoskodtak a thai masszázs fenntartásáról. III. Ráma (1787–1851) uralkodása idején került sor a thai masszázshoz kapcsolódó ismeretek összegyűjtésére, kodifikálására és népszerűsítésére. Rama király elrendelte a thai masszázs szabályait ábrázoló diagramoknak márvány táblákon történő rögzítését. Ezeket a márványtáblákat a bangkoki Vat Pho (templom) falán helyezték el a lakosság öngondoskodásának segítésére.

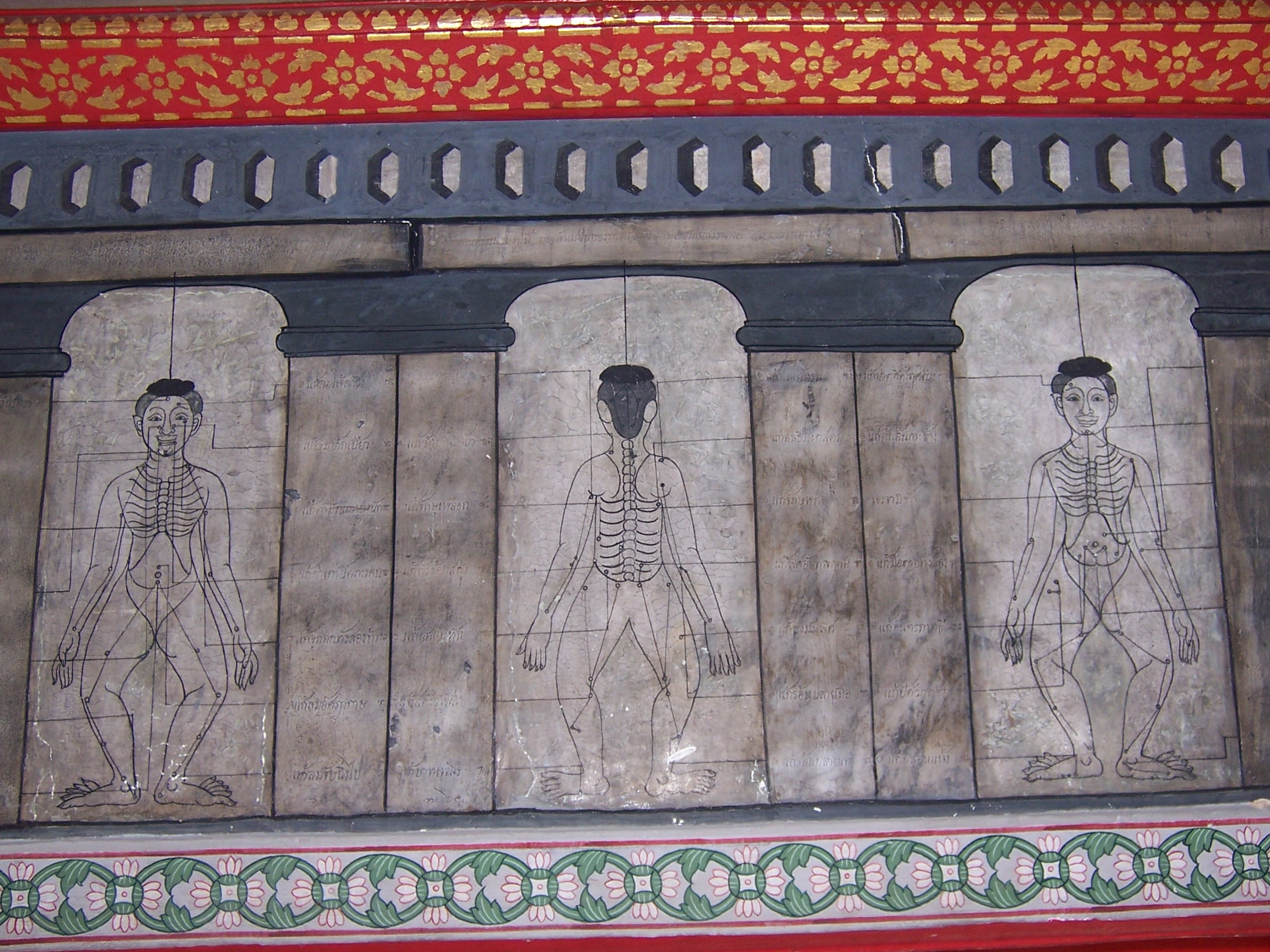
Akupresszúrás pontok és a "sen" vonalak a Vat Pho templom márványtábláin
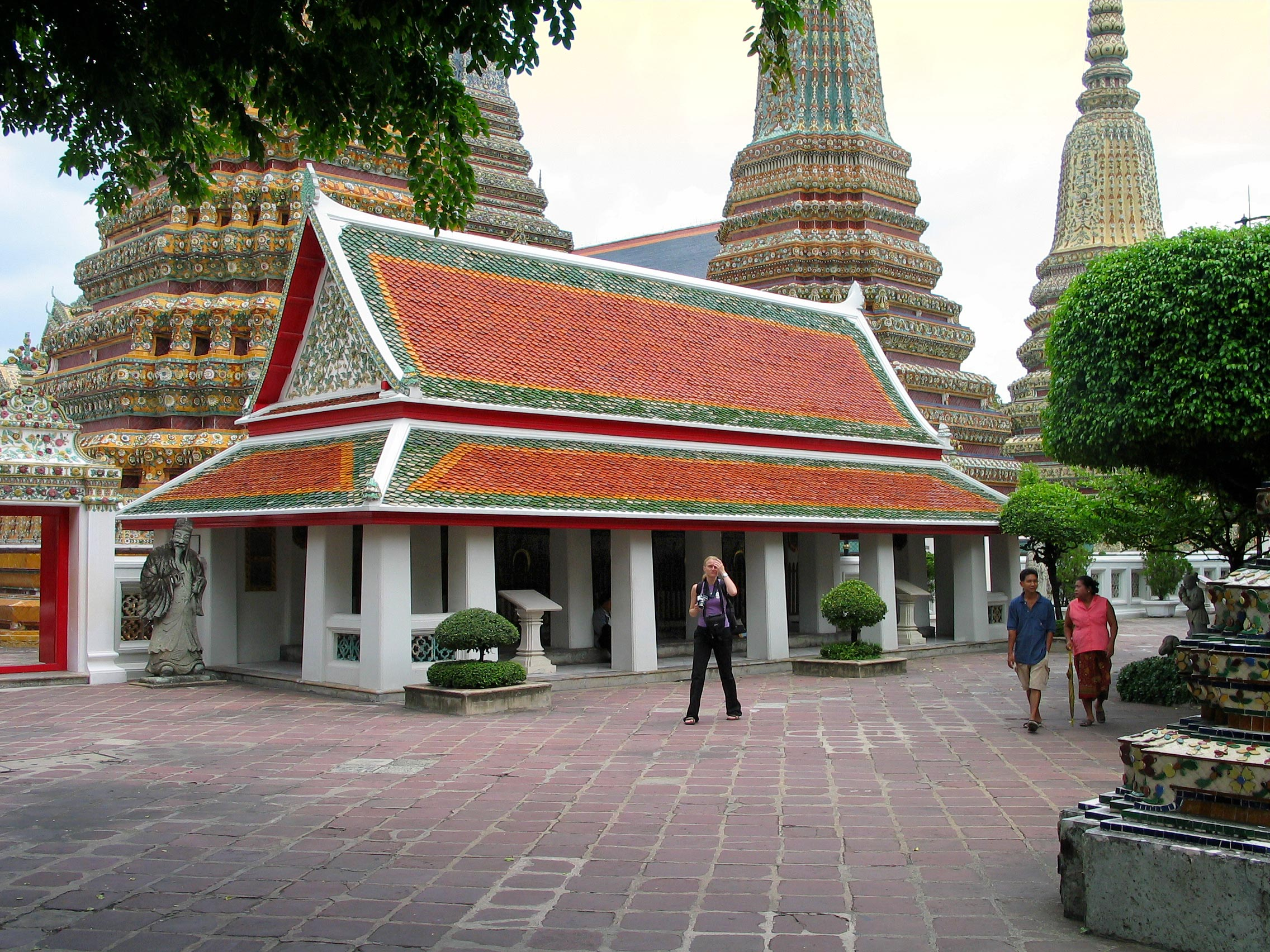
Vat Pho templom orvosi pavilonja
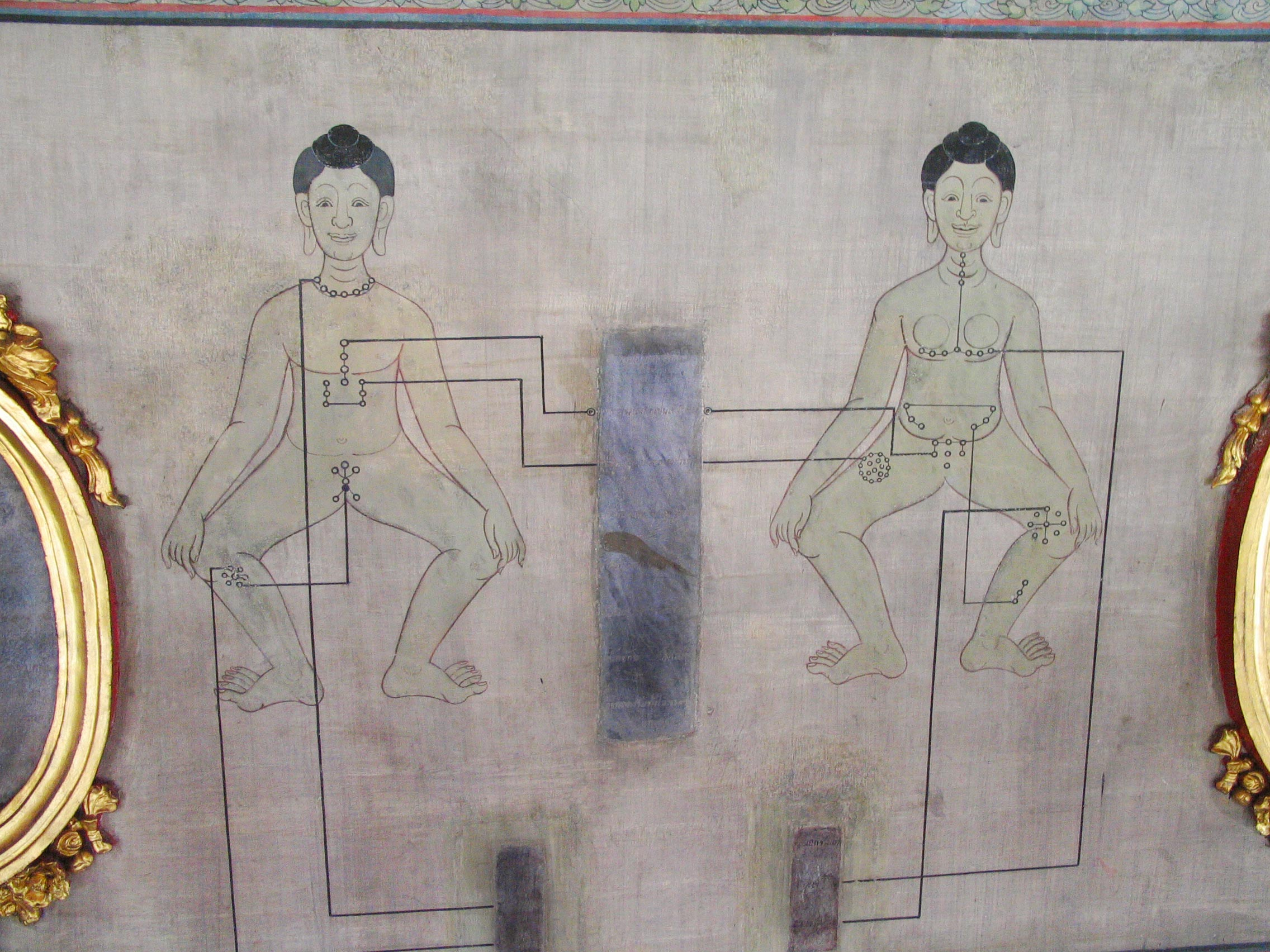
Akupresszúrás pontok a Vat Pho templom márványtábláin

## Gyakorlat
A hagyományos thai orvoslás a buddhista tanításokból és helyi kulturális hagyományokból táplálkozó hittel és tudással van alátámasztva. Gyakorlói a masszírozás megkezdése előtt a buddhizmus Három Drágaságának (Buddha, Dharma, Szangha) szent erejéhez fohászkodnak, szigorúan betartva a tanítóktól kapott tanításokat és tabukat. Napjainkban, a thai masszázs gyakorlatában, a nem buddhista hitű tanítványok saját hitüknek megfelelően kérhetik a Három Drágaság helyett munkájukhoz isteneik, vagy a Próféta segítségét. De a thai masszázs protokolljait és előírásait ezzel együtt is szigorúan be kell tartani.
A többi masszázstól eltérően a thai masszázs úgynevezett száraz masszázs, azaz nem használnak hozzá olajat, krémeket. Nem az izmokat, hanem az akupresszúrás pontokat ingerlik, nyomásos technikával. Az egész testen alkalmazott masszázsnak koreográfiája van. Egy egész testre kiterjedő masszázs másfél-két órán át tart, és a masszázs során a lábujjaktól a fejtetőig minden testrészen végigmegy a masszőr. A masszőrök nemcsak tenyérrel és ujjhegyekkel, de térddel, talppal és könyökkel is masszíroznak.

### A thai masszázs 4 alapszabálya
1. A masszázst mindig a végtagoknál kell kezdeni és onnan fokozatosan haladni a törzs felé, majd vissza. Ez elősegít a sen energiáinak aktiválását.
2. A masszázst mindig a test legalsó részén a lábaknál kell kezdeni és innen haladni felfele a fej irányába. Ez a szabály minden ősi ázsiai gyógyító rendszerben megvan, segít megtisztítani az energiákat, ahogy azok a testben áramlanak.
3. Mindig a sen aktivizálásával kell kezdeni a masszázst. Ezt követően jön a az energiák mobilizálása és végül a nyújtások és feszítések. Ez a szabály fontos a páciens fokozatos bemelegítése szempontjából, úgy fizikailag mint energetikailag és spirituálisan.
4. Mindig kiegyensúlyozott masszázst kell végezni. A test egyik oldalán elvégzett műveleteket annak másik oldalán is el kell végezni. Fontos, hogy az egész testet kell masszírozni – rövid szeánsz esetén is – hogy a test energiái kiegyensúlyozottak legyenek. Ha például a lábakat masszírozzuk, akkor a test egyensúlyának biztosítására a karok masszírozása is kötelező.

(Forrás: Salguero, Roylance: The Encyclopedia of Thai Massage)